# Nematollah Nassiri
Nematollah Nassiri (Semnan, 4 agosto 1910 – Teheran, 15 febbraio 1979) è stato un generale, funzionario e politico iraniano, direttore della SAVAK dal 1965 al 1978. Giustiziato dal neo-nato regime islamico.

## Biografia
Nassiri nacque il 4 agosto 1910 a Sangussar, vicino a Semnan. Si diceva che fosse un fedele della Fede Bahá'í, nonostante le smentite.  Ricevette l'istruzione secondaria a Teheran. Nel 1929 fu iscritto a una scuola per ufficiali dell'esercito. Nassiri era un compagno di classe dell'allora principe ereditario Mohammad Reza Pahlavi (poi scià, che a sua volta ebbe un ruolo importante nella sua carriera.

## Carriera
Nassiri iniziò la sua carriera nel grado di tenente di 2ª classe, avanzando rapidamente nei ranghi nelle forze di terra.
Nel 1949, con il grado di tenente colonnello Nassiri divenne governatore della provincia di Kerman.
Nassiri servì come comandante delle guardie imperiali iraniane durante la dinastia Pahlavi.
Fu arrestato dagli uomini del primo ministro Mohammad Mossadeq quando consegnò due decreti dello scià al primo ministro.
Amico personale dello Scià, Nassiri partecipò al colpo di Stato In Iran del 1953 che rimosse il primo ministro Mossadeq dal potere nel 1953.
Nassiri fu nominato capo della SAVAK in sostituzione del generale Hassan Pakravan, immediatamente dopo l'assassinio del primo ministro Hassan-Ali Mansur il 21 gennaio 1965. Nassiri venne anche nominato vice primo ministro. Durante il suo mandato quale capo della SAVAK venne compiuto da parte di un agente di questo organismo l'assassinio di Teymur Bakhtiar. La SAVAK venne inoltre riorganizzata in maniera sostanziale, concentrando la sua azione di monitoraggio e repressione sulle forze di sinistra (Fadaiyan-e-Khalq, Mojahedin-e Khalq) e islamiste. Prestò servizio fino al 6 giugno 1978 quando fu licenziato dallo Shah, che lo nominò ambasciatore dell'Iran in Pakistan. Il licenziamento di Nassiri era riconducibile alle pressioni dell'amministrazione Carter e al tentativo da parte dello Shah di trovare un conciliazione con elementi di opposizione al suo regime, mediante la nomina di un direttore della SAVAK più moderato quale Nasser Moghaddam.
La vicinanza di Nassiri allo Shah e al suo entourage gli consentirono di acquisire vaste proprietà fondiarie nella regione caspica.

## Morte

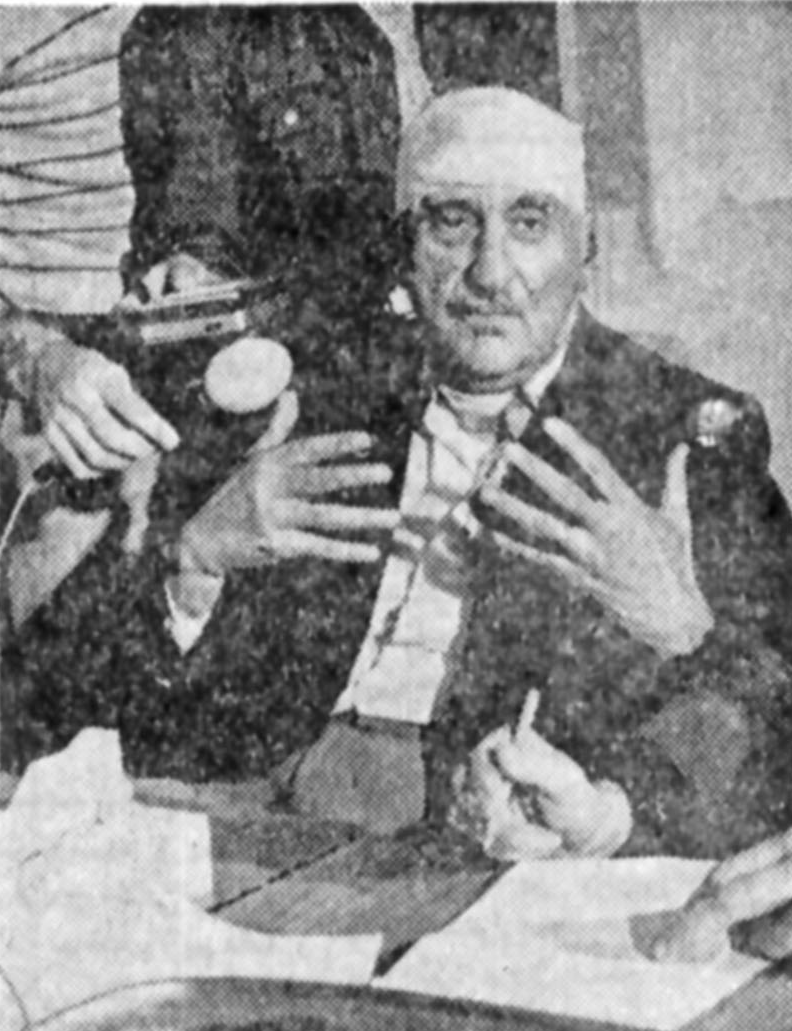
Sulla strada verso la scuola Refah, Nassiri venne ferito e dovette essere bendato intorno alla testa e al mento.

Nassiri non sopravvisse al nuovo regime islamico. Il 15 febbraio 1979, Nassiri venne arrestato dai rivoluzionari e portato alla Scuola Refah (scuola femminile trasformata in quartier generale militare) con altri funzionari. Venne processato in un tribunale rivoluzionario insieme ad altri 24 individui per un totale di 10 ore e venne accusato - senza alcuna difesa o prova concreta di colpevolezza - di corruzione sulla terra, massacro di persone, tortura e tradimento. Condannato a morte e confiscato di ogni proprietà verso le 22:00, dopo la conferma della sentenza da parte dell'ayatollah Khomeini, venne giustiziato dal plotone d'esecuzione alle 23:45.